# Dicranomyia modesta
Dicranomyia modesta är en tvåvingeart som först beskrevs av Johann Wilhelm Meigen 1818.  Dicranomyia modesta ingår i släktet Dicranomyia och familjen småharkrankar. Arten är reproducerande i Sverige. Inga underarter finns listade i Catalogue of Life.